# Banari
Banari (sardinsky Bànari) je italská obec (comune) v provincii Sassari v regionu Sardinie. Nachází se ve výšce 419 metrů nad mořem a má 516 obyvatel. Rozloha obce je 21,25 km².